# نوبهار (ولایت نمنگان)
نوبهار (به ازبکی: Navbahar) یک منطقهٔ مسکونی در ازبکستان است که در ناحیه پپ واقع شده‌است. نوبهار ۱٬۲۰۲ نفر جمعیت دارد.